# Љубомир М. Протић
Љубомир М. Протић је био српски педагог, заступник Хербартове педагогије. 

## Биографија
Љубомир М. Протић, српски педагог, рођен је 1866. године у Горњој Буковици код Љубовије и умро 1928. године у Београду.
Завршио је нижу гимназију у Ваљеву, а 1885. године је завршио учитељску школу у Београду. После завршене учитељске школе студира педагогију на немачким универзитетима у Јени и у Лајпцигу. Код професора В. Рајна учи Хербартову педагогију и постаје њен следбеник. Студије завршава 1888. године. После завршених студија враћа се у Србију. Педагошку службу започиње у нижој гимназији у Свијалнцу, а затим као професор наставља свој педагошки рад у Јагодинској и Крагујевачкој гимназији, као и у Нишкој учитељској школи. Његов рад у школама се односи на подучавање педагогике, историје педагогике, опште историје, српског језика и немачког језика. Поред наставног рада пише и издаје следеће текстове:
1. Гимназија кнеза Милоша Великог
2. О реформи наставе српског језика у нижим гимназијама
3. Немачки језик у средњим школама

Године 1893. жени се Јелисаветом, ћерком пиротског протојереја Цветковић Димитрија са којом је добио два сина.
Својим текстовима и педагошким деловањем као професор напредује у служби тако да 1898. год. постаје школски надзорник за крагујевачки округ и тада издаје прво од четири издања „Педагогике“. Његов педагошки рад  доводи га 1901. год. на место референта за основну школу у Министарству просвете. Тада пише дело „Наше народно просвећивање“. 1903. године постаје редовни члан Главног Просветног Савета. 
Године 1906. постаје професор и управитељ Женске учитељске школе у Београду. Током деветнаестогодишњег рада у овој школи пише и издаје четири књиге „Педагошка питања“ у којима третира рад запослених у просвети. У овој установи примењује целокупно своје педагошко искуство где се залаже за васпитање и образовање женске деце да би  постале корисни и радни чланови друштва.
Године 1925. принудно га пензионише Стјепан Радић, хрватски политичар и народни посланик.
Умире 1928. год. у 61. години.
Љубомир М. Протић ће остати познат као изразити борац за школу која васпитава, припрема за живот и развија часна морална и национална осећања.

## Наставник
Протић је сматрао да су задаци наставе  строги, али се морају поштовати јер је то једини начин за остварење васпитног циља и зато их мора применити свако жели бити наставник или ко жели вредновати наставнички рад. У настави је погрешно мислити да ученици могу да оцене рад наставника. Ученици сматрају да је наставник добар само ако задовољава њихове захтеве који су често неоправдани.
Родитељи стичу уверење о наставнику из два извора. Ако су ученици одушевљени својим наставницима, онда их и родитељи воле или на основу опхођења и кретања наставника у друштву.
О наставниковом раду треба да се суди на основу непосредног посматрања наставниковог рада у самој пракси и то довољно времена и на основу познавања закона и правила по којима треба да је подешен рад.
Судити треба правично и са тактом, а не пакосно и из мржње. Када се оцењује наставник требају се занемарити његове политичке заслуге и кривице.
Наставник треба да: обрађује оно што је прописано програмом, усмери пажњу на садржај наставе, води рачуна о држању, правилно поставља питања, води дневник рада, наставу повеже са дисциплином.

## Економија времена
Реформа економије радног времена треба да се састоји из:
1. Родитељи да не пуштају децу у школу много пре почетка наставе
2. Ученици треба да буду у присуству наставника за време, пре и после часова и за време одмора
3. Наставници треба да дочекују ученике код школе. У школи и у школском дворишту не треба да буде  ученика без наставничког надзора
4. Кад звони звонце ученици треба да лагано и у тишини улазе у учионице
5. Улазак и излазак ученика треба да надгледају наставници
6. Изузев на универзитетима, ученици треба да су увек под надзором наставника, а никад сами код школе.
7. Звонце за улазак наставника треба да звони пар минута раније да се не би губило од часа
8. Дневник рада да се не бележи када се ступи у разред да се не би скраћивало време часа
9. Ако наставник запази да су се ученици уморили треба да направи краћу паузу
10. Дежурни наставник треба да је у школи пре ђака
11. Ни један наставник не сме да закасни на час ни из каквих разлога
12. На часу се не смеју расправљати ствари које нису у вези наставе, јер се губи од наставе

## Испити
Протић је критиковао крајњи циљ школских испита, добијања оцена као доказа успешно савладаног градива. Сматрао је да у школама треба тежити да се ученици заинтересују о наставном предмету. Да се са радошћу прихвати наставно градиво и да се покуша да се научено примени у пракси. За испит се не сме учити напамет, ради добре оцене. Знање добијено учењем напамет је површно. Са закљученом оценом на испиту престаје интересовање за тај предмет.
Редовне испите треба ограничити. Испити треба да су у форми слободног разговора. Писмени испити треба да дају што већу слободу ученику да изложи своје погледе.
Сарадња родитеља са школом:
Родитељи често дају лош пример својој деци. Не знају како да их васпитају. Погрешно сматрају да њихова дужност престаје кад децу пошаљу у школу.
Родитељи и наставници треба да сарађују. На повременим зајеничким састанцима, које Протић назива родитељским вечерима, треба да се саветују о васпитним питањима. Наставници су иницијатори родитељских вечери и одређују тему. Родитељске вечери мање обавештеним родитељима омогућују да предузму оно што је потребно за морално васпитање своје деце. Родитељске вечери ће помоћи у просвећивању родитеља. Упутиће родитеље да обрате већу пажњу на васпитање свог порода. 

## Карактер
Човеков карактер се процењује према његовом раду. Према вољи која је узрок сваког рада. Основ карактера је у вољи. 
Главне одлике карактера су одлучност и постојанство. Карактер људи се разликује зависно од тога каква су начела рада. Ако су та начела истовремено највише моралне идеје, онда је карактер моралан. Хришћански морал је водитељ у карактеру људи. Морални карактер је идеал ком се тежи васпитањем у породици, школи и у друштву. Деца  не знају шта је морал. За темељ развоја моралног карактера код младих потребан је утицај одраслих, што је доказ неопходности потребе за васпитањем.